# Campionato del mondo sportprototipi 1972
Il Campionato mondiale marche 1972 (en. World Championship for Makes 1972), è stata la 1ª edizione del Campionato del mondo sportprototipi.

## Risultati
| Nº | Data       | Gara                    | Costruttore | Piloti                        | Resoconto |
| -- | ---------- | ----------------------- | ----------- | ----------------------------- | --------- |
| 1  | 9 gennaio  | 1000 km di Buenos Aires | Ferrari     | Ronnie Peterson Tim Schenken  | Resoconto |
| 2  | 6 febbraio | 6 Ore di Daytona        | Ferrari     | Mario Andretti Jacky Ickx     | Resoconto |
| 3  | 25 marzo   | 12 Ore di Sebring       | Ferrari     | Mario Andretti Jacky Ickx     | Resoconto |
| 4  | 16 aprile  | 1000 km di Brands Hatch | Ferrari     | Mario Andretti Jacky Ickx     | Resoconto |
| 5  | 25 aprile  | 1000 km di Monza        | Ferrari     | Jacky Ickx Clay Regazzoni     | Resoconto |
| 6  | 7 maggio   | 1000 km di Spa          | Ferrari     | Brian Redman Arturo Merzario  | Resoconto |
| 7  | 21 maggio  | Targa Florio            | Ferrari     | Arturo Merzario Sandro Munari | Resoconto |
| 8  | 28 maggio  | 1000 km del Nürburgring | Ferrari     | Ronnie Peterson Tim Schenken  | Resoconto |
| 9  | 11 giugno  | 24 Ore di Le Mans       | Matra       | Henri Pescarolo Graham Hill   | Resoconto |
| 10 | 25 giugno  | 1000 km di Zeltweg      | Ferrari     | Jacky Ickx Brian Redman       | Resoconto |
| 11 | 22 luglio  | 6 Ore di Watkins Glen   | Ferrari     | Mario Andretti Jacky Ickx     | Resoconto |

## Classifica
Note I punti evidenziati in corsivo sono quelli scartati dal conteggio finale come da regolamento.
| Pos | Costruttore | 1  | 2  | 3  | 4  | 5  | 6  | 7  | 8  | 9  | 10 | 11 | Totale |
| --- | ----------- | -- | -- | -- | -- | -- | -- | -- | -- | -- | -- | -- | ------ |
| 1   | Ferrari     | 20 | 20 | 20 | 20 | 20 | 20 | 20 | 20 | 8  | 20 | 20 | 160    |
| 2   | Alfa Romeo  | 12 | 12 | 12 | 12 |    |    | 15 | 12 | 10 |    |    | 85     |
| 3   | Porsche     | 6  | 4  | 8  | 2  | 15 | 3  | 8  | 2  | 12 | 1  | 10 | 66     |
| 4   | Lola        | 4  | 6  | 6  | 4  |    | 8  | 10 | 6  |    | 4  |    | 48     |
| 5   | Chevron     | 8  |    |    | 3  | 6  | 12 |    | 8  |    | 8  | 2  | 47     |
| 6   | Mirage      |    |    |    |    |    | 10 |    | 10 |    |    | 12 | 32     |
| 7   | Matra       |    |    |    |    |    |    |    |    | 20 |    |    | 20     |
| 8   | Chevrolet   |    | 3  | 10 |    |    |    |    |    |    |    | 1  | 14     |
| 9   | De Tomaso   |    |    |    |    | 8  | 4  |    |    |    |    |    | 12     |
| 10  | Abarth      |    |    |    |    |    |    | 4  |    |    |    |    | 4      |